# アロイス・フォン・リヒテンシュタイン (1968-)
アロイス・フォン・ウント・ツー・リヒテンシュタイン（ドイツ語: Alois von und zu Liechtenstein, 1968年6月11日 - ）は、リヒテンシュタイン侯国の法定推定相続人。称号は、リヒテンシュタイン侯世子（Erbprinz von und zu Liechtenstein）およびリートベルク伯（Graf zu Rietberg）。

## 経歴
当時侯世子だったハンス・アダム2世と妃マリーの長男として、チューリッヒに生まれる。ファドゥーツの学校を卒業後、イギリスのサンドハースト王立陸軍士官学校に入学した。その後コールドストリームガーズの一員として香港とロンドンで軍務に就き、半年後にザルツブルク大学に入学。その後、法哲学の修士号を得て修了した。
1996年までロンドンの企業に勤めた後、帰国して父の財務を担当していた。2004年8月15日より、公国の元首代行を務めている（日本では「摂政」と称されることが多いが、正式には"Regentschaft"（摂政）という職名は用いられておらず、2004年リヒテンシュタイン公勅令第171号では、"die Thronfolge als Meinen Stellvertreter"（余の君主権の代行）を行う者として"Stellvertretung"（代行者）を設置するとしているのみである）。

## 家族
1993年7月、バイエルン公マックス・エマヌエルの長女ゾフィーと結婚、4子をもうけた。
- ヨーゼフ・ヴェンツェル（1995年 - ）
- マリー・カロリーネ（1996年 - ）
- ゲオルク・アントニウス（1999年 - ）
- ニコラウス・セバスティアン（2000年 - ）